# Erykah Badu
Erykah Badu, född Erica Abi Wright den 26 februari 1971 i Dallas i Texas, är en amerikansk sångerska, känd framför allt inom R&B och hiphop.
Hennes pappa lämnade familjen tidigt, så Erica och hennes två yngre syskon uppfostrades av sin mamma och mormor. Vid fyra års ålder uppträdde Erykah för första gången på teatern där hennes mamma arbetade. Hon uppmuntrades alltså redan tidigt att spela teater, sjunga, dansa och måla.
Som fjortonåring fick Erykah sjunga och improvisera i radio för första gången. I high school kallades hon MC Apples, eftersom hon rappade, och den första konserten hon var på var med Run DMC och Beastie Boys.
Hon bytte också namn från Erica till Erykah då Erica är ett gammalt slavnamn och Kah betyder "the inner self, that never can do wrong". Badu tog hon eftersom det var ett ljud hon wailade och improviserade då hon sjöng, samt för att det liknade de afrikanska trummornas ljud. Senare upptäckte hon också av en slump att Badu på arabiska betyder "den som går ljuset och sanningens väg".
När hon blev lite äldre bildade hon en duo som kallades för Erykah Free, tillsammans med en kille, och de rappade och spelade på små konserter. När hon skulle vara statist i en reklamfilm träffade hon producenten Tim, som blev hennes manager.
Som 25-åring släppte Erykah sitt första album, Baduizm, som sålde platina fem gånger, vilket är den största framgång ett debutalbum av en kvinna någonsin haft. Hon hade skrivit hela albumet själv. Vid den tiden hade hon också blivit tillsammans med Outkast-sångaren Andre, och den 18 november 1997, samma dag som hon släppte Baduizm live (som inkluderade lite Chaka Khan, Erykahs favoritsångerska, samt den nya singeln Tyrone) födde hon deras son Seven Sirius.
Ett par år senare släpptes hennes nästa album, Mama's Gun, som inte nådde lika stora framgångar som Baduizm. Hon gjorde också en låt tillsammans med The Roots, You've got me, som vann en Grammy Award. Hon spelade med i Lasse Hallströms film Ciderhusreglerna. Hon har även varit med i Blues Brothers 2000 och spelade hösten 2004 med i en film med namnet House of D som regisserades av David Duchovny.
Hösten 2003 kom Erykahs nästa album World Wide Underground, där hon samarbetade med bland andra Angie B.
Den 5 december 2003 gästade hon Sverige för första gången, och genomförde en spelning på Globens Annex i Stockholm, där hon gick upp på scenen med rökelse i handen och gjorde två stagedives. Den 11 augusti 2007 gjorde hon sin andra konsert i Sverige. Spelningen var under festivalen Way Out West. Den 19 juli 2009 gjorde hon sin tredje konsert i Sverige (Stockholm Jazz Festival på Skeppsholmen).

## Diskografi (urval)
Studioalbum
- Baduizm (1997)
- Mama's Gun (2000)
- Worldwide Underground (2003)
- New Amerykah: Part One (4th World War) (2008)
- New Amerykah Part Two (Return of the Ankh) (2010)
- But You Caint Use My Phone (2015)

Livealbum
- Live (1997)